# Palazzo Dalla Torre

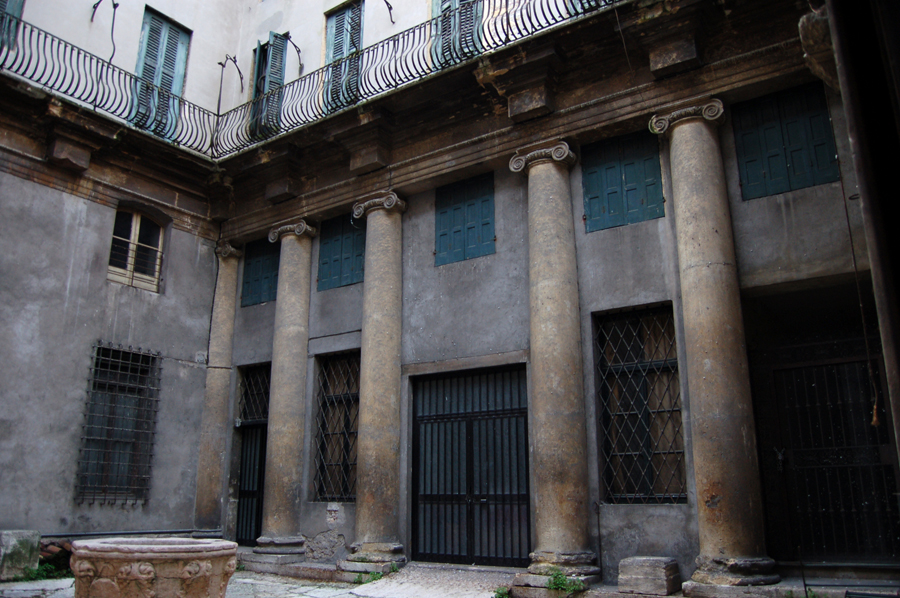
Pátio com colunas e entablamento no Palazzo Dalla Torre

O Palazzo Dalla Torre é um palácio de Verona projectado por Andrea Palladio para Giambattista Dalla Torre e construído, provavelmente, a partir de 1555. Só parcialmente realizado, o edifício foi em boa parte destruído por um bombardeamento aliado em 1945. Todavia, sobreviveram importantes restos da obra de Palladio: o majestoso portal e um pátio com colunas e entablamento.
O palácio é a única obra palladiana na cidade Verona, sendo a sua datação incerta (a maior parte dos estudiosos colocam o início da construção em 1555); igualmente imperfeito é o conhecimento da real consistência do edifício,só parcialmente realizado e, portanto, reconstituível unicamente através da tábua de I Quattro Libri dell'Architettura de Palladio, neste caso particularmente inacabada. O já referido bombardeamento aliado de 1945 comprometeu, posteriormente a situação, levando à demolição de grande parte do que tinha sido construído.
Pelo contrário, nenhuma dúvida subsiste sobre a identidade do cliente, Giambattista Dalla Torre: ligado por laços de parentesco com os vicentinos Valmarana e Thiene (o patrocinador do palladiano Palazzo Thiene), é amigo de intelectuais e artistas, sendo o primeiro entre todos Gian Giorgio Trissino, mas também do grande geógrafo Giovan Battista Ramusio, do médico Giovanni Fracastoro e do arquitecto Michele Sanmicheli.

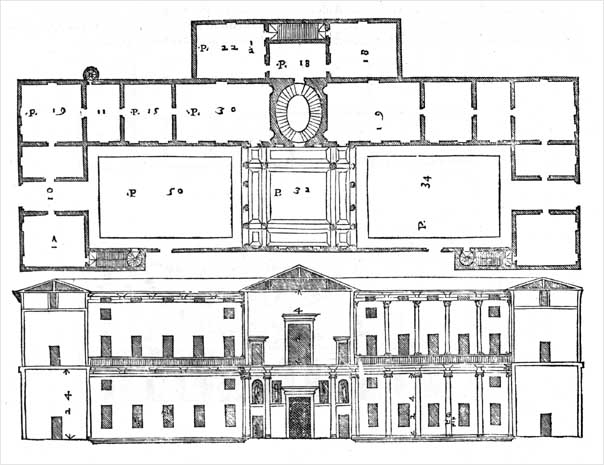
Planta e frontaria do Palazzo Dalla Torre em I Quattro Libri dell'Architettura
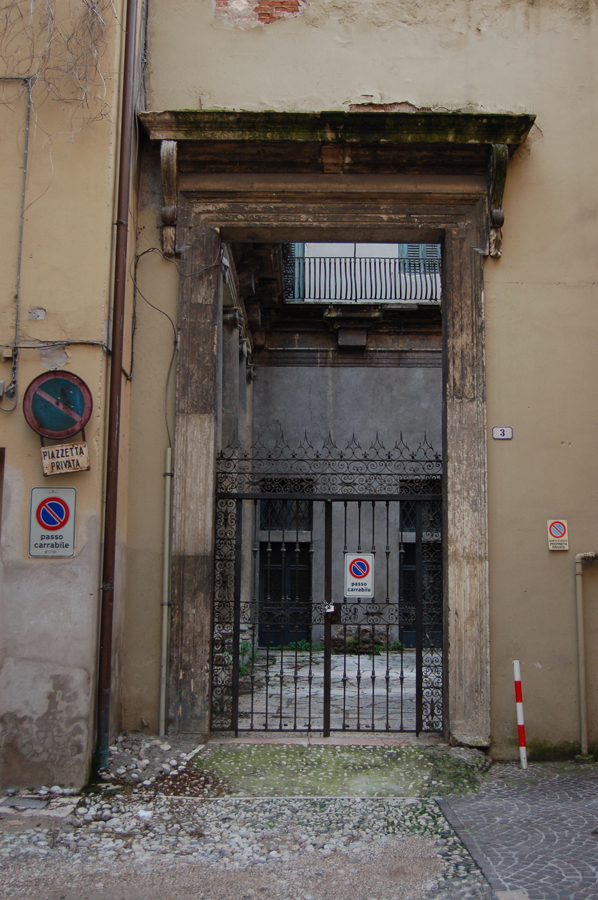
Portal